# Christian Perez
Christian Perez (født 13. maj 1963 i Marseille, Frankrig) er en fransk tidligere fodboldspiller, der spillede som midtbanespiller. Han var på klubplan tilknyttet blandt andet Nîmes Olympique, Paris SG og AS Monaco. Han blev desuden noteret for 22 kampe og to scoringer for Frankrigs landshold. Han deltog ved EM i 1992 i Sverige.